# Ponte dos Ingleses
A Ponte dos Ingleses, também conhecida pelos cearenses como Ponte Metálica, é um píer e ponto turístico localizada na Praia de Iracema, Fortaleza, Ceará, Brasil. Foi um projeto de melhoramento da estrutura portuária de Fortaleza.

## Histórico
A construção do viaduto Lucas Bicalho foi iniciada em 24 de setembro de 1921, pela empresa inglesa Norton Griffts Co., para servir de porto da cidade de Fortaleza, em substituição da antiga Ponte Metálica (ponte ao lado, próxima da Avenida Almirante Tamandaré). No entanto, nunca funcionou como porto. O viaduto integrava o anteprojeto de um porto-ilha proposto pelo engenheiro Manuel Carneiro de Sousa Bandeira, e desenvolvido pelo engenheiro Lucas Bicalho. As obras foram iniciadas em 1921, durante o governo do presidente Epitácio Pessoa, e foram suspensas no governo de Artur Bernardes, no qual permaneceu inconclusa.
As obras de projeto foram suspensas à falta de crédito orçamentário, e sofreram o desgaste natural do tempo e das marés. A partir disso, a construção se desvirtuou, passou a ser frequentada enquanto mirante por sua visão privilegiada e ganhou apelo turístico. O local, então, nunca chegou ser usado como porto.
Em 1994, foi aprovado um projeto de recuperação da ponte através da Secretaria de Cultura do Estado do Ceará. A ponte foi recuperada e urbanizada para o uso público, além de ter recebido uma armação de madeira sobre parte do viaduto, projeto dos arquitetos Fausto Nilo e Delberg Ponce de Leon, também responsáveis pelo projeto arquitetônico do Centro Dragão do Mar de Arte e Cultura. Atualmente, a Ponte dos Ingleses conta também com um Núcleo de Proteção dos Golfinhos e uma Torre de Observação de Cetáceos.

## Galeria

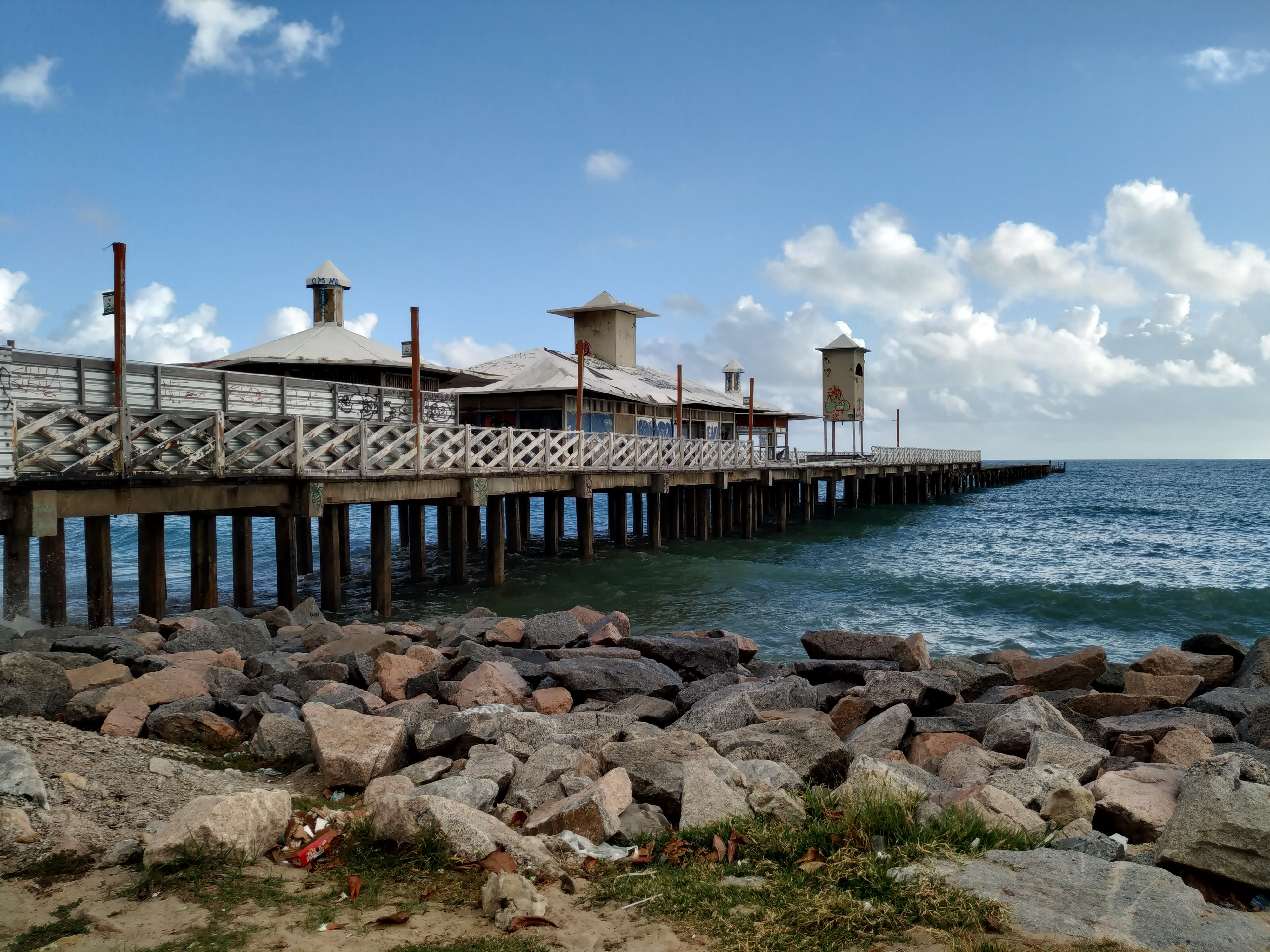
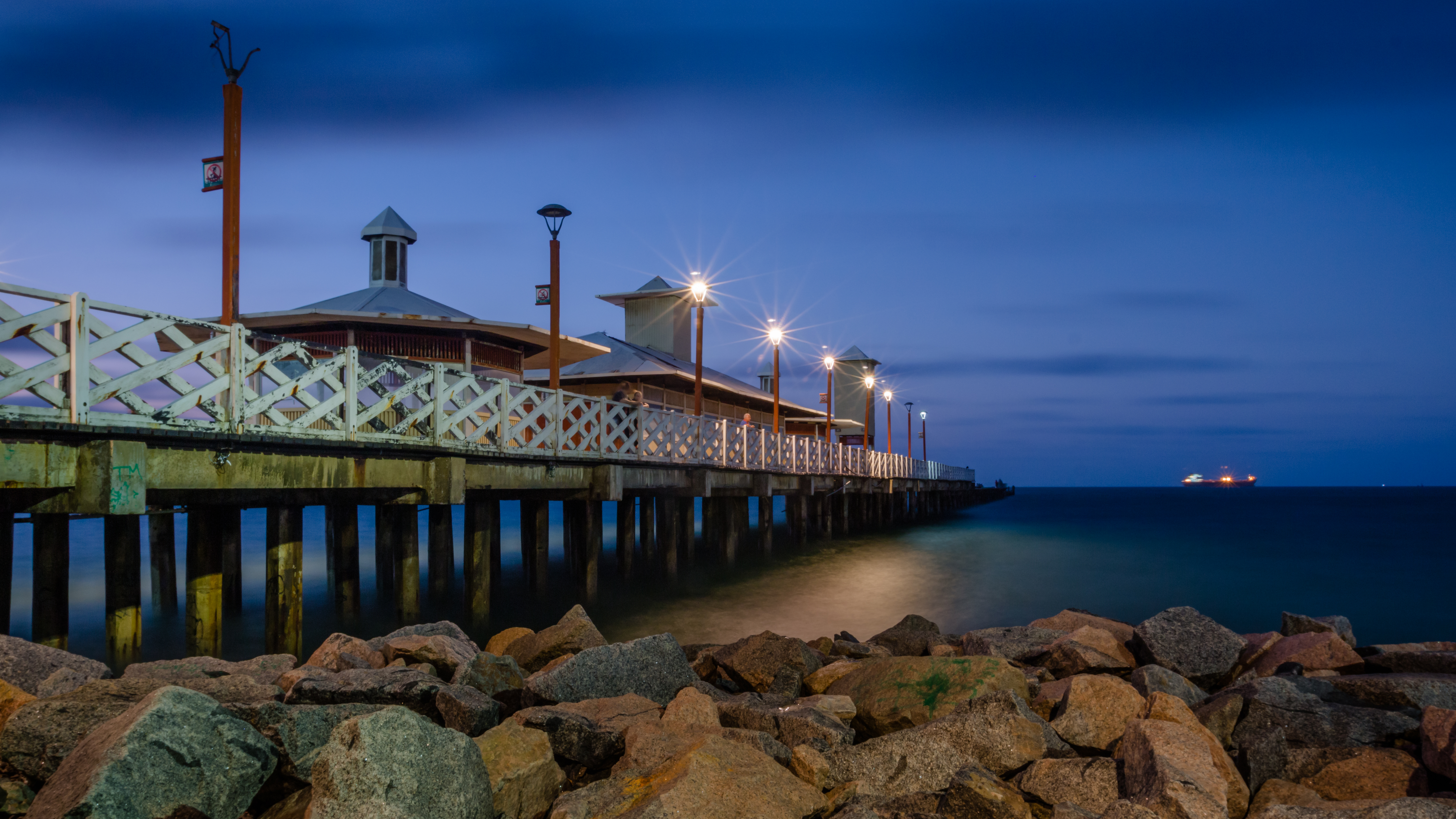
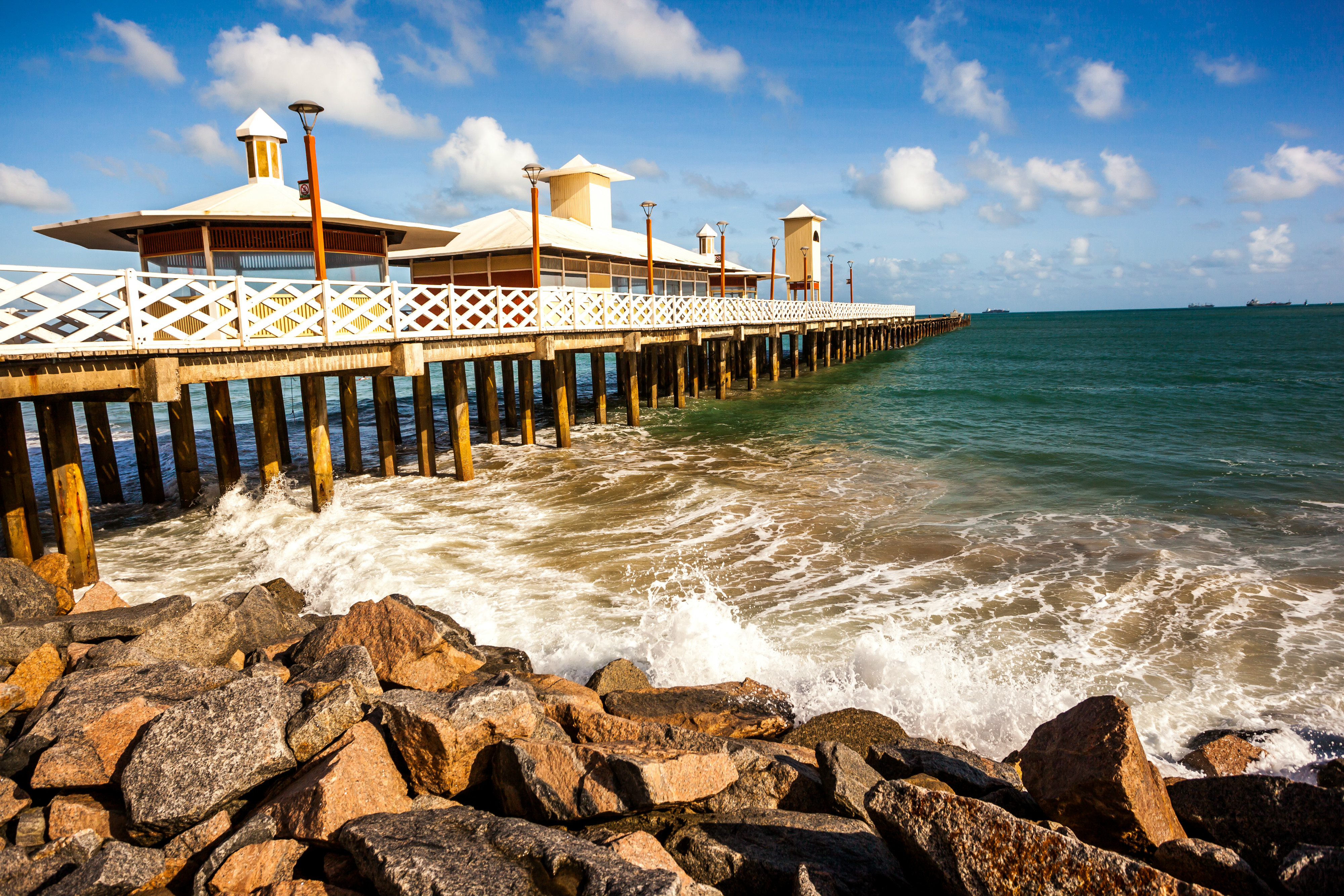
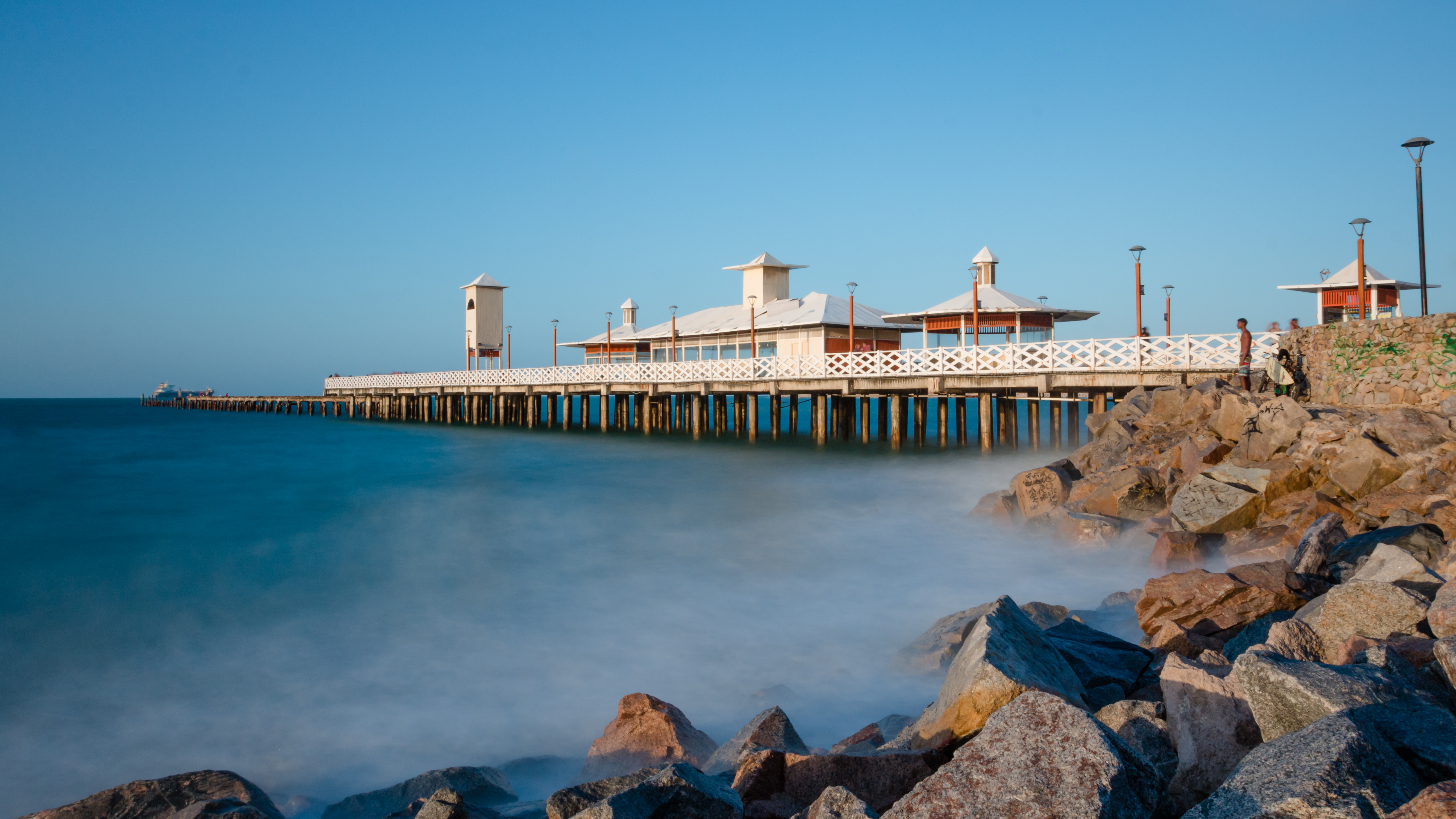
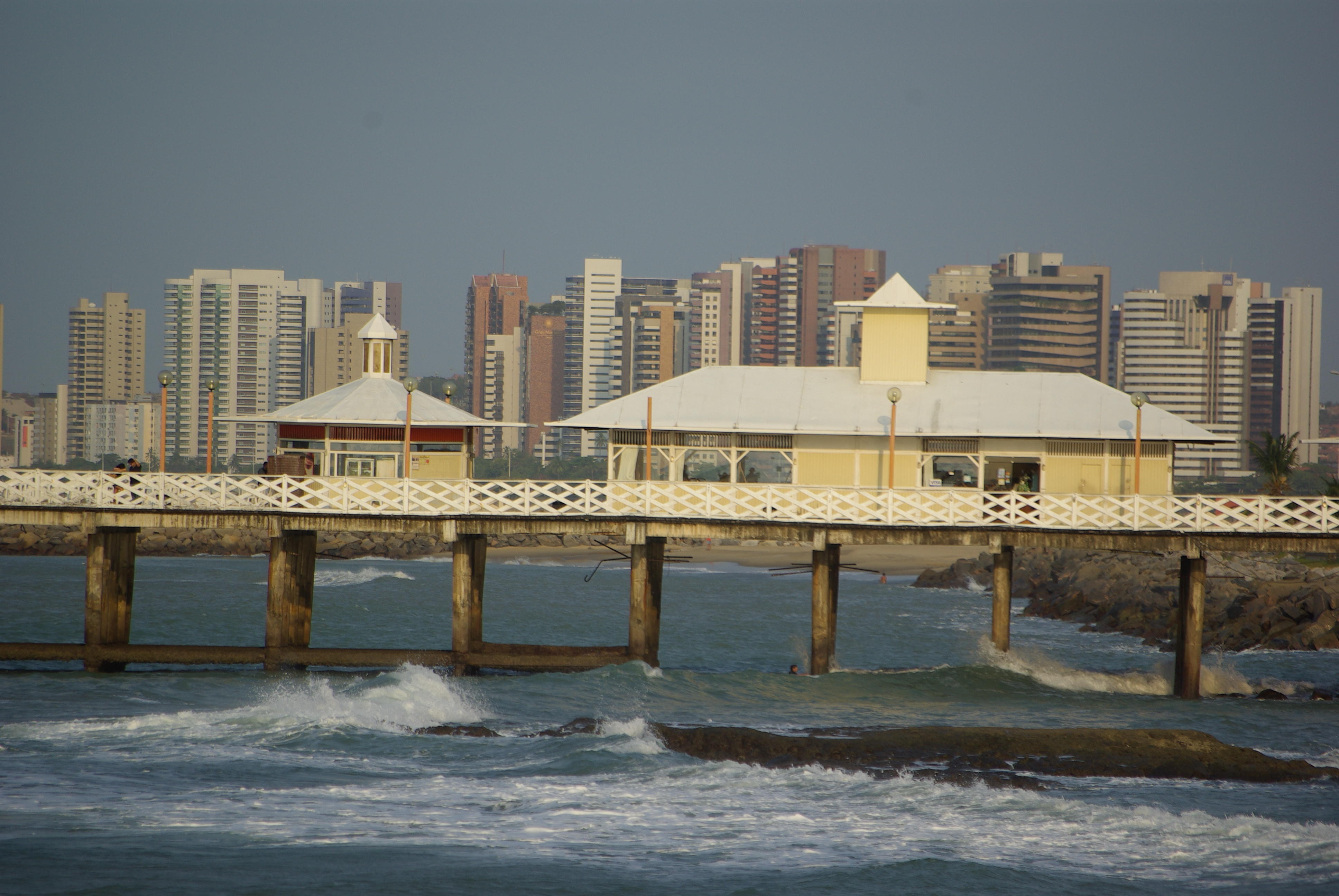
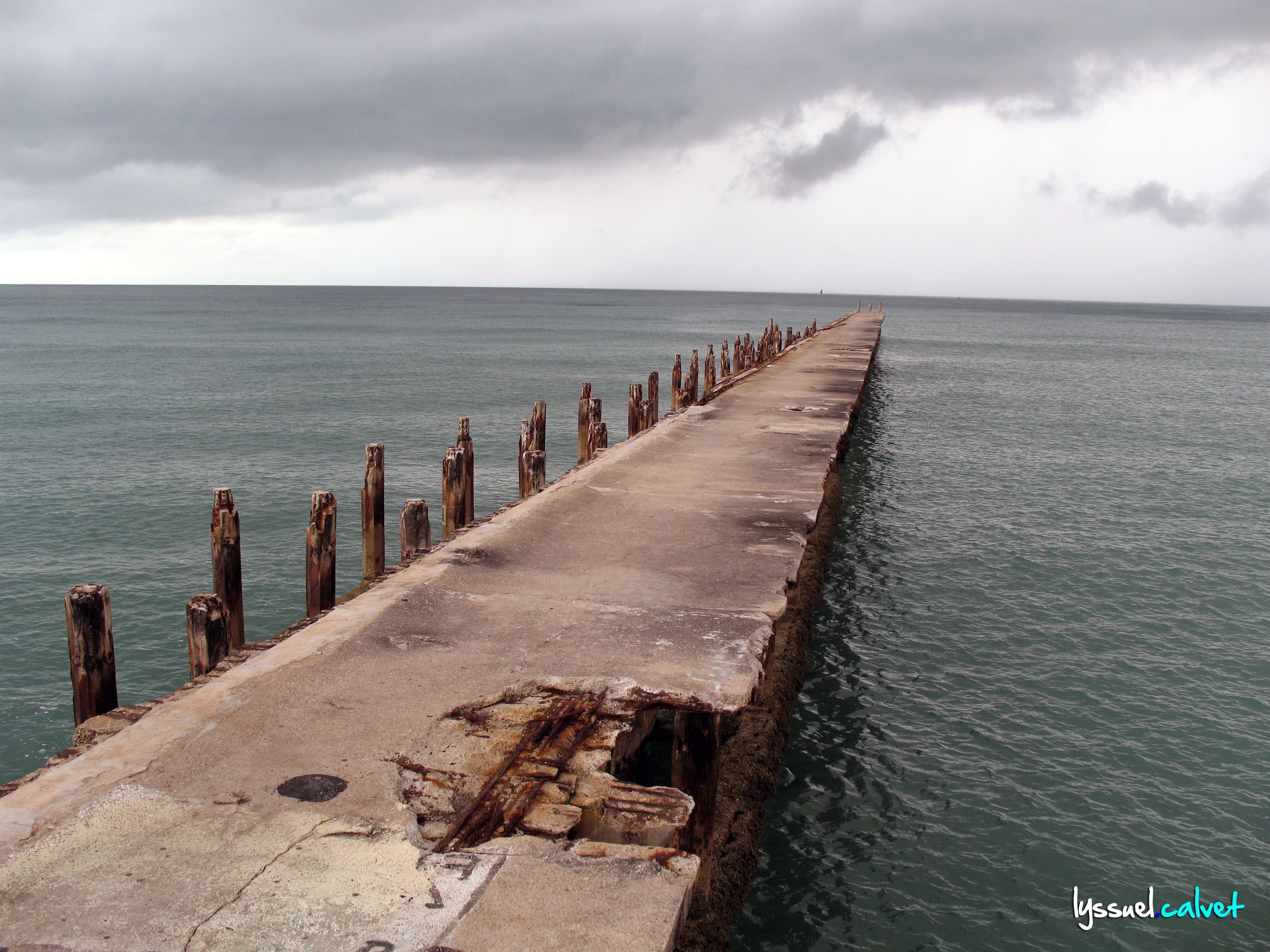